# Escilacop
Els escilacops (Scylacops) són un gènere de sinàpsids extints de la família dels gorgonòpids que visqueren durant el Permià superior en allò que avui en dia és el sud d'Àfrica. Se n'han trobat restes fòssils a Sud-àfrica i Zàmbia. Fou descrit a partir d'un crani en molt bon estat de conservació que feia 190 mm de llargada i 128 mm d'amplada. La premaxil·la tenia cinc dents incisives de 23 mm de llargada cadascuna. El nom genèric Scylacops significa 'cara de cadell' en llatí.